# Гардинер (Монтана)
Гардинер (енгл. Gardiner) насељено је место без административног статуса у америчкој савезној држави Монтана.

## Демографија
По попису из 2010. године број становника је 875, што је 24 (2,8%) становника више него 2000. године.
| Група             | 2000.       | 2010.       |
| Белци             | 824 (96,8%) | 849 (97,0%) |
| Афроамериканци    | 3 (0,4%)    | 1 (0,1%)    |
| Азијати           | 2 (0,2%)    | 4 (0,5%)    |
| Хиспаноамериканци | 4 (0,5%)    | 10 (1,1%)   |
| Укупно            | 851         | 875         |